# Lagerpetidae
Lagerpetonidae · Lagerpétidé
Famille
Les Lagerpetidae (anciennement Lagerpetonidae, Lagerpétidés en français) sont une famille fossile de Pterosauromorpha basaux du Trias supérieur.

## Historique
La famille des Lagerpetidae est décrite en 1986 par le paléontologue Andrea Beatriz Arcucci (d),.

### Fossiles

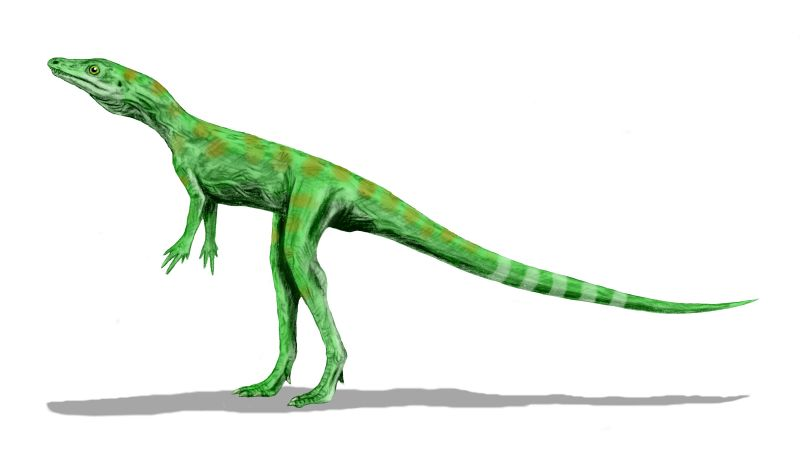
Reconstruction artistique de Dromomeron romeri

Selon Paleobiology Database en 2025, la famille des Lagerpetidae a vingt-une collections de fossiles. Ces collections sont du Ladinien du Trias moyen au Sévatien du Trias supérieur, c'est-à-dire datent de 242 à 205,6 Ma avant notre ère.

### Répartition géographique
Les restes fossiles des membres de cette famille ont été découverts en Argentine, au Brésil, au Royaume-Uni, aux États-Unis (Arizona, Nouveau-Mexique et Texas), et à Madagascar. Ils datent de 235 à 205 Ma,.

## Liste des genres
Selon Paleobiology Database en 2025, la famille des Lagerpetidae a huit genres référencés :
- †Dromomeron Irmis et al., 2007
- †Faxinalipterus Bonaparte et al., 2010
- †Ixalerpeton Cabreira et al., 2016
- †Kongonaphon Kammerer et al., 2020
- †Lagerpeton Romer, 1971
- †Scleromochlus Woodward, 1907
- †Venetoraptor Müller et al., 2023[2]

## Description
Comme pour la plupart des premiers avemetatarsaliens, les adaptations les plus caractéristiques des lagerpetidés se sont produites dans les os de la hanche, de la jambe et de la cheville, probablement parce que ce sont les os les plus couramment préservés. Le matériel de la hanche n'est connu que chez Lagerpeton et Ixalerpeton, qui partagent trois adaptations de l'ilion (lame supérieure de la hanche). La crête supraacétabulaire, une crête osseuse qui se trouve au-dessus de l'acétabulum (cavité de la hanche), est plus épaisse au-dessus de la partie médiane de l'acétabulum, plutôt qu'à l'avant de celui-ci. Cependant, elle s'étend également plus en avant que chez la plupart des dinosaures, serpentant le long du pédoncule pubien (la zone de l'ilion qui se connecte au pubis). La facette de l'ilion pour le pubis s'ouvre vers le bas, un trait également acquis par les dinosaures ornithischiens. La hanche en général était large, avait un acétabulum fermé (c'est-à-dire avec une paroi interne osseuse) et avait deux vertèbres sacrées, manquant de nombreuses spécialisations des dinosaures ultérieurs, comme les dinosaures.

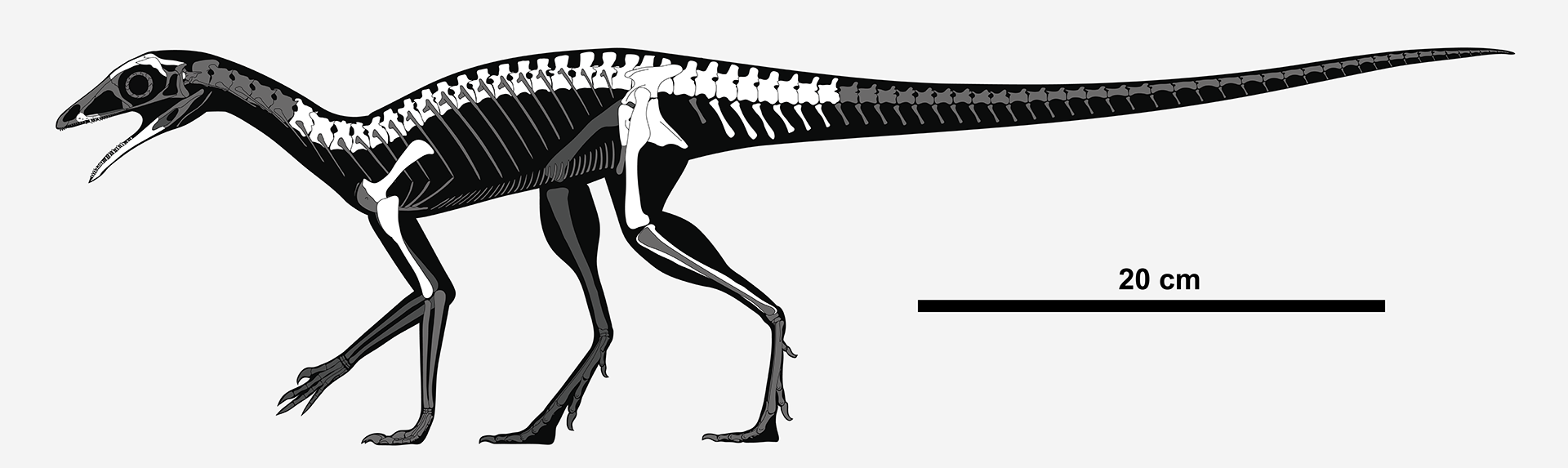
Diagramme squelettique d'Ixalerpeton polesinensis, restauré en position quadrupède. Éléments connus en blanc et inconnus en gris.

Comme d'autres archosaures primitifs (et parents d'archosaures tels qu'Euparkeria), le fémur (os de la cuisse) était mince et en forme de S. La tête fémorale était mince vue d'en haut, et son apex se projetait à environ 45 degrés entre médialement (vers l'intérieur) et antérieurement (vers l'avant). La plupart des archosaures avaient trois tubéras (bosses) sur leur tête fémorale aplatie, une au milieu de la surface antérolatérale (vers l'avant/l'extérieur), une autre au milieu de la surface postéromédiale (vers l'arrière/l'intérieur) et une petite troisième qui était près de l'apex de la tête fémorale. Cependant, les lagerpetidés n'ont pas de tubercule antérolatéral, mais ont plutôt une émargination dans la tête juste en dessous de l'endroit où le tubercule serait normalement attendu. La tête fémorale elle-même était remarquablement en forme de crochet lorsqu'elle était vue de côté. La partie distale du fémur (c'est-à-dire la partie près du genou) avait une paire de condyles (boutons) de chaque côté de la surface arrière, ainsi qu'une troisième structure en forme de bouton connue sous le nom de crista tibiofibularis, qui était présente juste au-dessus du condyle latéral. La crête tibiofibulaire était particulièrement élargie chez les lagerpetidés et a subi une évolution supplémentaire chez Ixalerpeton et en particulier Dromomeron.
Le tibia et le péroné (os de la jambe) étaient longs et fins, le tibia étant plus long que le fémur et ressemblant généralement au tibia des premiers dinosaures théropodes.[6] La cheville était formée de deux os principaux : l'astragale (qui entre en contact avec le tibia et le péroné) et le calcanéum (qui n'entre en contact qu'avec le péroné). Comme chez les dinosaures, l'astragale était deux fois plus large que le calcanéum réduit. De plus, les deux os étaient co-ossifiés (fusionnés ensemble), à l'image de la condition des ptérosaures et de certains dinosaures primitifs (coelophysoides, par exemple). Une paire de petites structures en forme de pyramide s'élèvent de l'astragale, l'une devant la facette du tibia et l'autre derrière. Le processus antérieur est similaire à une structure trouvée dans les chevilles des dinosaures connue sous le nom de processus ascendant antérieur, et il pourrait lui être homologue. Cependant, le processus ascendant postérieur (celui derrière la facette tibiale) est entièrement unique aux lagerpetidés. L'arrière de l'astragale n'a pas de rainure horizontale, comme chez Tropidosuchus, les théropodes et les ornithischiens, mais contrairement à la plupart des autres archosauriformes. Comme les ptérosaures et les dinosaures (mais contrairement à Marasuchus et à la plupart des autres archosaures), la facette du calcanéum qui reçoit le péroné est concave et il n'y a aucune preuve d'une bosse arrière prononcée connue sous le nom de tubercule calcanéen,.

## Phylogénie
Les Lagerpétidés sont un groupe proche des dinosaures, et plus proche encore des ptérosaures,.